# يلوجاكيتس
يلوجاكيتس (بالإنجليزية: Yellowjackets)‏ هي فرقة جاز روك أمريكية، بدأت منذ سنة 1977، وأسسها عازف الإيتار روبرت فورد وإنضم لها عدة مغنين وموسيقيين مثل جيمي هاسليب وريكي لوسون وتيري لين كارينغتون وميخائيل لاندو وداريو تشياتزولينو وبيتر أرسكين وراسيل فيرانت وبوب مينتزر، أول ألبوم أنتجوه كان في سنة 1981، وفازوا بجائزتي غرامي في سنة 1987 و1989.

## روابط خارجية
- يلوجاكيتس على موقع ميوزك برينز (الإنجليزية)
- يلوجاكيتس على موقع أول ميوزيك (الإنجليزية)
- يلوجاكيتس على موقع ديسكوغز (الإنجليزية)